# Циолковская, Варвара Евграфовна
Варвара Евграфовна Циолковская (урожденная Соколова, 5 [17] ноября 1857, Лихвин, Калужская губерния — 20 августа 1940, Калуга, Тульская область) — дочь единоверческого священника Евграфа Егоровича Соколова, жена Константина Циолковского.

## Биография
Родилась 5 (17) ноября 1857 года в городе Лихвин (ныне — Чекалин Тульской области). Позднее семья переехала в Боровск, где отец Варвары получил назначение в Боровскую Единоверческую Покровскую церковь.
В начале 1880 года в Боровск приезжает Константин Циолковский, он получает должность учителя арифметики и геометрии в Боровском уездном училище. Сменив несколько квартир, Константин по совету жителей города оказывается в церковном доме, где проживали Соколовы. 20 августа того же года Циолковский и Варвара обвенчались.
Прожили вместе 55 лет, пережив 5 из 7 своих детей и воспитав внука Владимира, оставшегося сиротой после смерти младшей дочери Циолковских Анны.

«В жене я не обманулся, дети были ангелы (как и жена)»— Циолковский К. Э. Фатум, судьба, рок.
Пережила мужа на 5 лет, скончавшись 20 августа 1940 года в возрасте 82 лет, в день их венчания в Рощинской церкви. Похоронена на Пятницком кладбище Калуги (могила утрачена).